# تام‌بوی (فیلم ۲۰۱۱)
تام‌بوی (انگلیسی: Tomboy) فیلمی در ژانر درام است که در سال ۲۰۱۱ منتشر شد. از بازیگران آن می‌توان به متیو دومی اشاره کرد.

## داستان‌ فیلم
داستان فیلم درباره دختر ۱۰ ساله ای به نام لاور است که به همراه خانواده اش به محله جدیدی میروند.لاور مو های کوتاه پسرانه ای دارد.او در بین بچه های محله خود را پسری به نام میکل معرفی میکند و با دختری به نام لیزا دوست میشود.لیزا که فکر میکند او پسر است عاشق او میشود.یک روز میکل(لاور) با یکی از پسر های محله دعوا میکند.فردای آن روز مادر پسر به خانه لاور می آید و به مادرش میگوید که پسر شما به پسر من آسیب زده است.مادر لاور متعجب میشود و پس فهمیدن قضیه لاور را به شدت دعوا میکند و او را مجبور میکند که به بچه های محله بگوید که او دختر است.لیزا پس از فهمیدن ناراحت میشود و با لاور قهر میکند.پسر های محله لاور را احاطه میکنند میگویند که باید به ما نشان بدهی که دختری، لاور گریه میکند.در آخر لیزا میرسد و میگوید که دست از سر او بردارند.پسر ها میگویند که باید خود لیزا چک کند که او دختر است.در آخر لیزا با لاور آشتی می کند.